# 大宮真琴
大宮 真琴（おおみや まこと、1924年7月1日 - 1995年5月14日）は日本の音楽学者、お茶の水女子大学名誉教授。ハイドン研究家。本名は誠。

## 経歴
1924年、東京で生まれた。京都大学法学部で学び、1947年に卒業。東京大学文学部に移り、1951年に卒業した。同大学大学院美学科に進学し、1953年に修士課程修了。
フェリス女学院短期大学助教授の後、お茶の水女子大学助教授に転じ、後に教授昇格。1988年にお茶の水女子大学を定年退官し、名誉教授となった。その後は沖縄県立芸術大学教授として教鞭を執った。1990年、学位論文『ヨーゼフ・ハイドンリラ楽曲研究』を大阪大学に提出して文学博士を取得。ヨーゼフ・ハイドン研究所（ケルン）理事。
演奏関連では、日本ハイドンアンサンブル管弦楽団および東京ハイドン合奏団の音楽監督・指揮者も務めた。1995年に死去。

## 受賞・栄典
- 京都音楽賞(研究・評論部門)を受賞。

## 研究内容・業績
大宮真琴文庫
東京藝術大学音楽学部音楽総合研究センターに大宮真琴文庫が設けられている。

## 著作
著書
- 『ハイドン』音楽之友社 1962[2]
- 『オーケストラ名曲200選』音楽之友社 1965

- 『ハイドン全集の現場から 新しい音楽学の視点』音楽之友社 1990
- 『ピアノの歴史 楽器の変遷と音楽家のはなし』音楽之友社 1994

共編著
- 『幼児と音楽 ゆたかな表現力を育てる』徳丸吉彦共編 有斐閣選書 1985
- 『スタイル・アナリシス 綜合的様式分析：方法と範例』ヤン・ラルー共著 音楽之友社 1988

訳書
- 『音楽史』アルフレート・アインシュタイン著、共訳、ダヴィッド社 1956
- 『ピアノ演奏のテクニック』ヨーゼフ・ガート（フランス語版）著、音楽之友社 1974